# 五营镇 (天水)
五营镇，是中华人民共和国甘肃省天水市秦安县下辖的一个乡镇级行政单位。
2015年，甘肃省民政厅批复同意撤销五营乡，设立五营镇。

## 行政区划
五营镇下辖以下地区：
邵店村、赵宋村、马川村、罗湾村、胜利村、焦沟村、王洼村、西坡村、何洼村、杨湾村、墩厚村、腰庄村、鱼尾村、袁庄村、雒原村、张原村、杨山村、北坡村、王店村、蔡河村、薛李村、陈峡村、赵王村、麻沟村、蔡仁村、阎沟村、花双村、马小村、魏山村、徐洼村和王家阳洼村。